# ژان-کلود یونکر
ژان-کلود یونکر (انگلیسی: Jean-Claude Juncker؛ زاده ۹ دسامبر ۱۹۵۴) سیاستمدار اهل لوکزامبورگ است. او از ۱۹۹۵ تا ۲۰۱۳ به مدت بیش از هجده سال بیست و سومین نخست‌وزیر و از ۱۹۸۹ تا ۲۰۰۹ وزیر امور مالی لوکزامبورگ بود. او همچنین از ۲۰۰۵ تا ۲۰۱۳ رئیس گروه یورو بود. وی از ۲۰۱۴ تا ۲۰۱۹ رئیس کمیسیون اروپا؛ یکی از مهم‌ترین نهادهای وابسته به اتحادیه اروپا بود.
یونکر برنده جوایزی همچون لژیون دونور شده‌است.